# Aurá jezik
Aurá jezik (ISO 639-3: aux), jezik Indijanaca Aurá koji se donedavno govorio na području brazilske države Maranhão. Pripadnici etničke grupe žive među Guajá Indijancima, ali su porijeklom iz države Pará.
2 govornika (2004 SIL). 3. srpnja 2009. Njihov jezik označen je izumrlim.

## Vanjske poveznice
- Ethnologue (14th)